# Meadow Grove
Meadow Grove is een plaats (village) in de Amerikaanse staat Nebraska, en valt bestuurlijk gezien onder Madison County.

## Demografie
Bij de volkstelling in 2000 werd het aantal inwoners vastgesteld op 311. In 2006 is het aantal inwoners door het United States Census Bureau geschat op 298, een daling van 13 (-4,2%).

## Geografie
Volgens het United States Census Bureau beslaat de plaats een oppervlakte van 0,8 km², geheel bestaande uit land. Meadow Grove ligt op ongeveer 497 m boven zeeniveau.

## Plaatsen in de nabije omgeving
De onderstaande figuur toont nabijgelegen plaatsen in een straal van 28 km rond Meadow Grove.